# Amanda Elmore
Amanda Elmore, född 13 mars 1991 i West Lafayette i Indiana, är en amerikansk roddare.
Elmore blev olympisk guldmedaljör i åtta med styrman vid sommarspelen 2016 i Rio de Janeiro.